# György Enyedi (Unitarier)
György Enyedi (eingedeutscht auch Georg Enjedin; * 1555 in Nagyenyed, Fürstentum Siebenbürgen; † 24. November 1597 in Klausenburg) war Schriftsteller, Rektor des Klausenburger Kollegs und ein bedeutender Vertreter des siebenbürgisch-ungarischen Unitarismus. Er übernahm nach dem Tod von Demeter Hunyadi 1592 die Leitung der Unitarischen Kirche.

## Leben und Wirken

### Studium und Reisen nach Westeuropa
Enyedi wurde 1555 im siebenbürgischen Nagyenyed (dt. Straßburg, rum. Aiud) geboren, wo er bereits früh in Kontakt mit reformatorischen und auch unitarischen Ansichten kam. In den Jahren 1574 und 1575 hielt Enyedi sich vermutlich zu Studienzwecken in Wien auf, wo er 1575 an der Hochzeit seines Förderers Franz Nádasdy mit Elisabeth Báthory teilgenommen hatte. Nach seinem Aufenthalt in Wien fungierte Enyedi als Rektor der Schule in Csepreg im westlichen Ungarn. Später wechselte er als Dozent an das unitarische Kolleg nach Klausenburg. 1583 unternahm er mit Unterstützung des Stadtrates in Klausenburg eine Studienreise ins westliche Europa. Enyedi bereiste mehrere Städte in der Schweiz, Italien, Frankreich und Deutschland und kam so in Kontakt mit den neueren Entwicklungen der protestantischen Theologie des späten 16. Jahrhunderts. Sein erster Anlaufpunkt wurde Genf, wo er zur gleichen Zeit wie der spätere Begründer des Arminianismus Jacobus Arminius studierte. Im Anschluss wechselte er an die Universität von Padua, die damals ein bevorzugter Studienstandort für Siebenbürger gewesen war und wo er u. a. Philosophie und Logik studierte. Hier traf er auch auf die Philosophie Jacopo Zabarellas, die ihn tief beeindruckte. Ein besonderes Interesse entwickelte er für die neoplatonische Literatur der Spätrenaissance, teilweise wurde er später auch als Platon der Unitarier umschrieben.

### Rektor und Kirchenleiter in Klausenburg
1587 kehrte er nach Klausenburg zurück, wo er für die folgenden sechs Jahre als Rektor des unitarischen Kollegs wirken sollte. Unter ihm nahm die Buchproduktion zu und neue Lehrkräfte konnten gewonnen werden. Er trat auch selbst als Dozent in Erscheinung und unterrichtete u. a. Dialektik, Theologie und Sprachen. Unter seinen Schülern befand sich damals auch Pál Csanádi. In jene Zeit fällt auch seine Übersetzung des antiken Romans Aithiopiká von Heliodor ins Lateinische. Nach dem unerwarteten Tod von Demeter Hunyadi wurde Enyedi am 22. Mai 1592 für kurze Zeit zum unitarischen Prediger in Klausenburg und auf der vom 21. bis 30. Juli des gleichen Jahres stattfindenden Synode schließlich zum Leiter der Unitarischen Kirche Siebenbürgens gewählt. Im Vorfeld seiner Wahl standen zum Teil noch intensive Gespräche mit den deutschsprachigen Unitariern Siebenbürgens (→also den Vertretern der unitarischen Gemeinden der Siebenbürger Sachsen), die zum Teil Fausto Sozzini und Erasmus Johannis nahestanden und eine stark konservative und die Präexistenz Christi anerkennende Version des Unitarismus vertraten. Zugleich war zunächst noch der Sohn Franz Davids, Johann Hertel, als Leiter angedacht worden, dieser zog sich jedoch zurück. Mit Enyedi als neue Kirchenleitung endete die repressive Kirchenpolitik Hunyadis. Enyedi war stattdessen auf Ausgleich zwischen den divergierenden Positionen bedacht. Auch bemühte sich Enyedi weiter um die Verbindung mit den polnischen Unitariern und stand in Briefkontakt mit Fausto Sozzini. Unter seiner Führung fanden einmal jährlich abwechselnd in Klausenburg und Torda (dt. Thorenberg) unitarische Synoden statt. Auch erschien unter ihm ein Psalterium mit Gebetstexten, das noch mehr als hundert Jahre später in der Kirche in Benutzung gewesen war. Nachdem der katholische Fürst Sigismund Báthory immer stärker von der bisher ausgeübten Toleranzpolitik in Siebenbürgen abwich, sich politisch den Habsburgern öffnete und auch tolerante Staatsvertreter hinrichten ließ, nahmen Enyedis Predigten auch politische Färbungen auf. Die Verhaftungen und Enthauptungen von Oppositionellen des Habsburg-freundlichen Sigismund Báthory am 28. August 1594 in Klausenburg, denen auch Unitarier zum Opfer fielen, verarbeitete Enyedi in einer Predigt auf der Grundlage des 21. Kapitels des Buches des Propheten Jeremia, in der er den türkischen Kaiser mit Nebukadnezar, die siebenbürgischen Herrscher mit Zedekia identifizierte. Der siebenbürgische Adel, unter dem sich auch viele Unitarier befanden und der zu einem großen Teil Türkei-freundliche Positionen eingenommen hatte, war stark geschwächt. Es war deutlich geworden, dass die Unitarier ihre politische Unterstützung verloren. Enyedi sah den Fortbestand eines selbstständigen Siebenbürgens als auch seiner unitarischen Kirche in Gefahr. Er starb schließlich am 24. November 1597. Sein Hauptwerk Explicationes locorum Veteris et Novi Testamenti, ex quibus Trinitatis dogma stabiliri solet wurde 1598 posthum veröffentlicht und 1670 in Groningen neu herausgegeben. Es befand sich später auch in den Bibliotheken von John Locke und Isaac Newton. Eine durch Máté Toroczkai angefertigte ungarische Übersetzung der Explicationes wurde 1619 veröffentlicht.

## Theologie
Enyedis Theologie ist -ausgehend von Erasmus von Rotterdam und Jacob Palaeologus- vom Irenismus geprägt. Er war bemüht, den Unitarismus in der christlichen Ökumene zu integrieren, ohne dabei jedoch den nonadorantistischen Unitarismus auszuklammern. Verbindend war für Enyedi die christliche Taufe, ganz gleich wie oder wann sie gespendet wurde. Seine Fundamentalthese ging davon aus, dass es einen gemeinsamen Gott als Vater aller gäbe und die Trinität nicht anderes als ein menschlicher Zusatz wäre. Enyedi praktizierte somit einen radikalen Reduktionismus. Im christologischen Disput zwischen zum Beispiel Sozinianern und Nonadorantisten suchte Enyedi zu vermitteln. In Hinblick auf die Position von Franz David und den Nonadorantisten, wonach Jesus nicht angerufen werden dürfe, da sein Reich erst nach dem Jüngsten Gericht wieder entstehe, antwortete Enyedi, dass Jesus eine Anbetung (adoratio) und Anrufung (invocatio) zwar nicht zustehe, Jesus jedoch bereits in der Gegenwart Macht in Welt und Kirche ausüben würde.

## Werke (Auswahl)
- Historia elegantissima reigs Tancredi filiae, nec non secretarii regis Gisquadi. Debrecen 1577, Klausenburg 1582
- Oratio funebris ad tumulum, Klausenburg 1592
- Explicationes Iocorum Veteris et Novi Testamenti, ex quibus trinitaris dogma stabiliri solet. Klausenburg 1598, neuere Ausgabe: Groningen 1670, ungarische Übersetzungen Klausenburg 1619, 1620